# Expédition Clipperton

Carte de l'île de Clipperton.

L'expédition Clipperton a été une ambitieuse mission scientifique sur la biodiversité menée de janvier à avril 2005 sur l'île de Clipperton dans l'océan Pacifique au large du Mexique.
Elle fut menée et organisée par Jean-Louis Étienne, avec de nombreux chercheurs de divers organismes de recherche français :
- Centre national de la recherche scientifique (CNRS)
- École pratique des hautes études (EPHE)
- Institut national de la recherche agronomique (INRA)
- Institut national de la santé et de la recherche médicale (INSERM)
- Institut de recherche pour le développement (IRD)
- Institut de recherche de l'École navale (IRENav)
- Muséum national d'histoire naturelle (MNHN)
- Universités (Bordeaux 1, Lille 1, Montpellier 2, Nice Sophia-Antipolis, Paris 6, Paris 7, Paris 12, Perpignan, Polynésie française, La Réunion)
- Stations biologiques de Banyuls-sur-Mer, de Concarneau et de Roscoff.